# Pardosa subhadrae
Pardosa subhadrae là một loài nhện trong họ Lycosidae.
Loài này thuộc chi Pardosa. Pardosa subhadrae được Patel & C miêu tả năm 1993. Adinarayana Reddy.